# Atarbolana dasycolus
Atarbolana dasycolus là một loài chân đều trong họ Cirolanidae. Loài này được Yasmeen miêu tả khoa học năm 2004.